# 小行星2215
小行星2215（2215 Sichuan）是一顆以中國四川省命名的小行星。

## 概述
小行星2215是由紫金山天文台於1964年11月12日發現的。

## 基本參數
- 名稱: 2215 四川 (1964 VX2)

### 軌道根數
- 日期: 2453200.5 (中國時間2004年7月14日08時00分00秒，歷書時)
- 偏心率: 0.2633785
- 升交點黃經: 71.24732°
- 軌道半徑: 2.7914809天文單位
- 公轉週期: 4.6640地球年
- 近日點日距: 2.0562648天文單位
- 近日點角距: 332.41259°
- 黃經平均變化率: 0.211326°/天
- 近日點日期: 2452295.2011197 (中國時間2002年1月21日00時49分37秒，歷書時)
- 軌道傾角: 10.7489°
- 遠日点日距: 3.52669695天文單位

## 請參見
- 四川
- 小行星列表/2001-3000